# ことぶき町
ことぶき町（ことぶきちょう）は、愛知県春日井市にある地名。丁番を持たない単独町名である。

## 地理
春日井市中央部に位置する。北東は梅ケ坪町、南東は鳥居松町、南西は瑞穂通、北西は春見町に接する。

## 歴史

### 沿革
- 1954年（昭和29年） - 春日井市八幡(旧篠木村)の一部により、同市ことぶき町として成立[1]。

## 世帯数と人口
2019年（平成31年）4月1日現在の世帯数と人口は以下の通りである。
| 町丁       | 世帯数  | 人口  |
| ---------- | ------- | ----- |
| ことぶき町 | 288世帯 | 622人 |

### 人口の変遷
国勢調査による人口の推移
| 1995年（平成7年）  | 748人 | [ 7 ]  |  |
| 2000年（平成12年） | 822人 | [ 8 ]  |  |
| 2005年（平成17年） | 730人 | [ 9 ]  |  |
| 2010年（平成22年） | 688人 | [ 10 ] |  |
| 2015年（平成27年） | 631人 | [ 11 ] |  |

## 学区
市立小・中学校に通う場合、学区は以下の通りとなる。また、公立高等学校に通う場合の学区は以下の通りとなる。
| 番・番地等 | 小学校               | 中学校               | 高等学校 |
| ---------- | -------------------- | -------------------- | -------- |
| 全域       | 春日井市立八幡小学校 | 春日井市立東部中学校 | 尾張学区 |

## 施設
- ことぶき浴場 - ことぶき浴場は区画整理事業以前からこの地に存在し、ことぶき町という町名の由来となった[14]。2024年2月29日時点で建物および駐車場が解体され更地化している為現存していない。

## その他

### 日本郵便
- 郵便番号 : 486-0831[4]（集配局：春日井郵便局[15]）。